# Terrence Malick
Terrence Malick (Ottawa,  30 de noviembre de 1943) es un director, productor y guionista de cine estadounidense, ganador de la Concha de Oro en el Festival Internacional de Cine de San Sebastián, del Oso de Oro en el Festival Internacional de Cine de Berlín, de los premios Mejor Director y la Palma de Oro en el Festival Internacional de Cine de Cannes, y de un David di Donatello, entre otras importantes distinciones. También ha estado nominado al Óscar al Mejor Guion Adaptado y Mejor Director por su trabajo en La delgada línea roja y El árbol de la vida.
La obra de este director se centra en la descripción de la belleza de la naturaleza en clara oposición a la ambición y la crueldad del hombre. Ha narrado algunos de los episodios más oscuros de la historia de su país, como la Segunda Guerra Mundial o la destrucción de la cultura nativa norteamericana. Es conocido también por sus escasísimas apariciones públicas, por su ejecución de la "hora mágica" y por la dificultad en encontrar alguna fotografía suya. En sus contratos como realizador, una cláusula le redime de protagonizar cualquier material gráfico.

## Biografía
Poco se sabe de la vida de la vida personal de Malick, salvo por su actividad cinematográfica. Así lo ha querido él, pues es el único cineasta estadounidense en activo que nunca concede entrevistas. La mayor parte de sus datos biográficos no cinematográficos que están documentados son de su juventud.
Terrence Frederick Malick nació en Ottawa (Illinois), aunque enseguida la familia se mudó a la ciudad tejana de Waco. Su padre era de origen sirio libanés, y trabajaba en una compañía petrolífera de Texas, por lo que creció en Oklahoma y Texas. Estudió filosofía en las universidades de Harvard (donde fue graduado como summa cum laude) y Oxford, en cuyo Magdalene College estuvo preparando una tesis sobre Heidegger que finalmente nunca vio la luz. Con posterioridad, fue profesor de filosofía en el MIT, mientras trabajaba como periodista independiente para Newsweek, The New Yorker y Life.
En 1969, obtuvo un Master del AFI Conservatory, una división del American Film Institute. Allí dirigió Lanton Mills ese mismo año, un cortometraje interpretado por Harry Dean Stanton, Warren Oates y él mismo. No quedó muy satisfecho con el resultado, y al parecer decidió no hacer más cortometrajes.
El agente Mike Medavoy, que conoció en el AFI Conservatory, le consiguió sus primeros trabajos como guionista. Al principio de la década de 1970 escribió los primeros borradores de Harry el sucio y el guion de Pocket Money, entre otros.

### Primer largometraje:Malas tierras(Badlands, 1973)
En 1973, dirigió Malas Tierras, protagonizada por Martin Sheen y Sissy Spacek. El estreno se realizó en el New York Film Festival. Inspirada en un hecho real, no obtuvo un importante éxito de público, pero llamó poderosamente la atención de los especialistas por su singularidad y estilo fuera de toda norma, que auguraban a una promesa sin ningún interés por ganarse el favor de la taquilla, y sí por establecer un universo propio. En la desesperada huida de un asesino en serie y su novia adolescente, Malick retrata un país a la deriva, en la búsqueda de la propia identidad, oscilante entre sus mitos derruidos del pasado y un futuro sombrío.

### Segundo largometraje:Días del cielo(Days of Heaven, 1978)
En 1978, dirigió Días del cielo, protagonizada por Richard Gere y Sam Shepard. Terrence Malick obtuvo el premio al mejor director en el Festival de Cannes. Además, la película fue nominada a 4 Premios Óscar, obteniendo el Óscar a la Mejor Fotografía para Néstor Almendros, por la bella fotografía natural que le otorgó esa atmósfera soñada a la película. Esta vez trabajó sobre un guion completamente original que, como siempre, firmó en solitario.
Prolongación natural y muy lírica de Badlands, Días del cielo cuenta la historia de dos amantes que se hacen pasar por hermanos para esquivar una atroz pobreza y mala suerte que les persigue desde siempre. Malick ahonda en su estilo con esta tragedia, al mismo tiempo que se alejaba por completo de los cánones comerciales. Parte de la crítica alabó su pericia y coraje.
Tras el estreno de Días del cielo, desestimó dirigir El hombre elefante, que llevaría al cine David Lynch con gran éxito, y trasladó su domicilio a Francia y desapareció del ojo público por 20 años. Allí se casó con Michele Morette en 1985. Se divorciaron en 1998 y ese mismo año, se volvió a casar con Alexandra "Ecky" Wallace. Por dos décadas pareció que Malick se retiraba para siempre del cine. A su regreso se afirmó que impartió clases de Literatura Inglesa en Francia, hasta que fijó su domicilio finalmente en su Texas natal, a mediados de la década de 1990.

### Tercer largometraje:La delgada línea roja(The Thin Red Line, 1998)
En 1998, regresó al cine con La delgada línea roja, película bélica sobre la Batalla de Guadalcanal en la Segunda Guerra Mundial, basada en la novela homónima de James Jones, protagonizada por un gran elenco de actores entre los que se encontraban Sean Penn y James Caviezel, entre otros. La película fue nominada a 7 Premios Óscar, pero no obtuvo ninguno de ellos.
En 2010, la compañía Criterion sacó al mercado una edición especial con material de archivo inédito y escenas eliminadas que no fueron incluidas en el montaje final. Estas escenas son incluidas en un montaje nuevo (hecho por Terrence Malick) y aparecen actores que se quedaron fuera como Mickey Rourke, Martin Sheen, Lukas Haas, Jason Patric, Bill Pullman, Gary Oldman, Viggo Mortensen y la voz en off de narrador de Billy Bob Thornton. Esta edición solo está disponible en Estados Unidos.
Considerada por muchos como una de las más perfectas películas bélicas jamás realizadas, Malick regresaba con ella a su habitual (esta vez, polifónica) voz en off, y a esa desengañada y panteísta visión del mundo que ya aparecía en sus dos largometrajes precedentes. Aclamada por un amplio sector de la crítica, finalmente obtuvo el Oso de Oro en el Festival de Berlín de aquel año, consolidando a Malick como uno de los directores más importantes de su generación, a pesar de la escasa obra en títulos que ostentaba.

### Cuarto largometraje:El nuevo mundo(The New World, 2005)
En 2005 Malick filmó su cuarto largometraje, titulado El nuevo mundo, una versión muy libre, y lírica, de la leyenda de Pocahontas y John Smith, que confirmó el estilo visual de Malick y su interés por la historia norteamericana. Entre sus actores destacan Colin Farrell, como Smith, la debutante Q'orianka Kilcher como Pocahontas, y Christian Bale como John Rolf. Esta película fue elegida en 2010, por votación de críticos españoles, como una de las diez mejores obras cinematográficas de la década (2000-2010) por la prestigiosa revista Cahiers du Cinéma España.

### Quinto largometraje:El árbol de la vida(The Tree Of Life, 2011)
En el Texas de los años 50, Jack creció entre un padre autoritario y una madre cariñosa y generosa. El nacimiento de dos hermanos pronto le obligaría a compartir ese amor incondicional, y más tarde a enfrentarse al individualismo fanático de un padre obsesionado con el éxito de sus hijos. Hasta el día en que se produce un trágico suceso que perturbará ese frágil equilibrio...
Protagonizada por Brad Pitt, Sean Penn y Jessica Chastain. Completan el reparto Hunter McCracken, Fiona Shaw, Laramie Epler, Tye Sheridan, Jessica Fuselier, Nicolas Gonda, Will Wallace, Kelly Koonce, Bryce Boudoin, Jimmy Donaldson, Kameron Vaughn, Cole Cockburn, Dustin Allen, Brayden Whisenhunt, Joanna Going, Irene Bedard, Finnegan Williams, Michael Koeth, John Howell, Samantha Martínez, Savannah Welch, Tamara Jolaine, Julia M. Smith, Anne Nabors, Christopher Ryan, Tyler Thomas, Michael Showers, Kimberly Whalen, Margaret Hoard, Wally Welch, Hudson Lee Long, Michael Dixon, Tommy Hollis, Cooper Franklin Sutherland, John Cyrier, Erma Lee Alexander, Nicholas Yedinak, Crystal Mantecon, Fernando Lara, Zach Irsik y Lisa Marie Newmeyer.
Ganadora de la Palma de Oro en Cannes 2011 y del Gran Premio de la FIPRESCI 2011. 

### Sexto largometraje:To the Wonder(2012)
Protagonizada por Ben Affleck, Olga Kurylenko, Rachel McAdams y Javier Bardem. Fue filmada en Oklahoma, París y Monte Saint-Michel. Terrence Malick vuelve a contar con el mexicano Emmanuel Lubezki como director de fotografía; Lubezki llamó a la película "abstracta" y la describió como menos atada a las convenciones teatrales y más puramente cinematográfica que cualquier película antes dirigida por Malick. La película fue estrenada el 2 de septiembre en el Festival Internacional de Cine de Venecia, donde es recibida con críticas mixtas, aun así es incluida en la Selección Oficial del festival, misma categoría que consigue en el Festival de Cine de Toronto. 

### Séptimo largometraje:Knight of Cups(2015)
En verano de 2012 se anunció que Terrence Malick rodaría dos proyectos paralelos. El primero es Knight of Cups, una historia de amor que cuenta con un amplio reparto de estrellas encabezado por Christian Bale, Natalie Portman, Cate Blanchett, Isabel Lucas, Antonio Banderas, Imogen Poots, Holly Hunter y Ryan O'Neal. El estreno mundial de la película tuvo lugar en el Festival de cine de Berlín el 5 de febrero de 2015.

### Octavo largometraje:Song to song(2017)
Rodada en paralelo con Knight of Cups, Song to song trata sobre un triángulo amoroso entre tres personas relacionadas con el mundo de la música. El reparto está encabezado por Michael Fassbender, Natalie Portman, Ryan Gosling y Rooney Mara.

### Noveno largometraje:Voyage of Time(2016)
Según el productor de la cinta El árbol de la vida, Bill Pohlad, "Terrence Malick está trabajando en un documental sobre el universo y la naturaleza, estará narrado por Brad Pitt". 

### Décimo largometraje:Vida oculta(A Hidden Life, 2019)
Las personas que protagonizan la décima película de Terrence Malick (Ottawa, Illinois, 1943) son un matrimonio católico de granjeros austriacos con tres hijas pequeñas. Franz Jägerstätter (1907-1943) y Franziska (Fani) Schwaninger (1913-2013) deciden ser fieles a Dios que vive en sus conciencias: no le expulsarán para adorar a dioses extranjeros, en este caso Adolf Hitler y su diabólico nazismo, implantado en Austria tras el Anschluss de marzo de 1938, que la convirtió en una provincia del III Reich.

## Filmografía
- Lanton Mills (1969) Cortometraje
- Badlands (1973)
- Days of Heaven (1978)
- La delgada línea roja (1998)
- El Nuevo Mundo (2005)
- El árbol de la vida (2011)
- To the Wonder (2012)
- Knight of Cups (2015)
- Voyage of Time (2016)
- Song to Song (2017)
- A Hidden Life (2019)

## Colaboradores habituales
| Actores                  | Lanton Mills | Malas Tierras | Días de Cielo | La Delgada Línea Roja | El Nuevo Mundo | El Árbol de la Vida | Song to Song |
| ------------------------ | ------------ | ------------- | ------------- | --------------------- | -------------- | ------------------- | ------------ |
| Warren Oates             | ✘            | ✘             |               |                       |                |                     |              |
| Kirk Acevedo             |              |               |               | ✘                     | ✘              |                     |              |
| Ben Chaplin              |              |               |               | ✘                     | ✘              |                     |              |
| Sean Penn                |              |               |               | ✘                     |                | ✘                   |              |
| John Savage              |              |               |               | ✘                     | ✘              |                     |              |
| Todd Wallace             |              |               |               | ✘                     | ✘              | ✘                   |              |
| Will Wallace             |              |               |               | ✘                     | ✘              |                     |              |
| Productores              |              |               |               |                       |                |                     |              |
| Ivan Bess                |              |               |               |                       | ✘              | ✘                   |              |
| Diseño de producción     |              |               |               |                       |                |                     |              |
| Jack Fisk                |              | ✘             | ✘             | ✘                     | ✘              | ✘                   |              |
| Directores de fotografía |              |               |               |                       |                |                     |              |
| Emmanuel Lubezki         |              |               |               |                       | ✘              | ✘                   | ✘            |
| Montadores               |              |               |               |                       |                |                     |              |
| Billy Weber              |              | ✘             | ✘             | ✘                     |                | ✘                   |              |
| Casting                  |              |               |               |                       |                |                     |              |
| Dianne Crittenden        |              | ✘             | ✘             | ✘                     |                |                     |              |

## Premios y nominaciones
Premios Óscar
| Año  | Categoría            | Película              | Resultado |
| ---- | -------------------- | --------------------- | --------- |
| 1999 | Mejor director       | La delgada línea roja | Nominado  |
| 1999 | Mejor guion adaptado | La delgada línea roja | Nominado  |
| 2012 | Mejor director       | El árbol de la vida   | Nominado  |

Festival Internacional de Cine de San Sebastián
| Año  | Categoría     | Película      | Resultado |
| ---- | ------------- | ------------- | --------- |
| 1974 | Concha de Oro | Malas tierras | Ganador   |

Festival Internacional de Cine de Berlín
| Año  | Categoría  | Película              | Resultado |
| ---- | ---------- | --------------------- | --------- |
| 1998 | Oso de Oro | La Delgada Línea Roja | Ganador   |

Festival Internacional de Cine de Venecia
| Año  | Categoría                                        | Película       | Resultado |
| ---- | ------------------------------------------------ | -------------- | --------- |
| 2012 | FIPRESCI Awards Mejor película (sección oficial) | To the Wonder  | Ganador   |
| 2012 | León de Oro                                      | To the Wonder  | Nominado  |
| 2016 | León de Oro                                      | Voyage of time | Nominado  |

Festival Internacional de Cine de Cannes
| Año  | Categoría                   | Película            | Resultado |
| ---- | --------------------------- | ------------------- | --------- |
| 1979 | Palma de Oro                | Días del Cielo      | Nominado  |
| 1979 | Mejor Director              | Días del Cielo      | Ganador   |
| 2011 | Palma de Oro                | El árbol de la vida | Ganador   |
| 2019 | Premio del Jurado Ecuménico | Vida oculta         | Ganador   |

- Gran Premio de la FIPRESCI 2011 por El Árbol de la Vida[10]

## Enlaces
- Shangri-La. Derivas y Ficciones Aparte: Carpeta Terrence Malick
- Terrence Malick en Internet Movie Database (en inglés).
- Terrence Malick en AllMovie (en inglés).
- Estudio Terrence Malick en Blogdecine

- Datos: Q215478
- Multimedia: Terrence Malick / Q215478